# Desmodillus auricularis
La rata del desierto de orejas cortas (Desmodillus auricularis) es una especie de roedor miomorfo de la familia Muridae. Es la única especie de su género.

## Distribución
Se encuentra en Angola, Botsuana, Namibia y Sudáfrica.

## Hábitat
Su hábitat natural son los desiertos cálidos y templados.